# Kuria
Kuria és un atol, format per un parell d'illots, a les illes Gilbert Centrals a Kiribati, al nord-oest d'Aranuka. Els dos illots, Buariki i Oneeke, estan separats per un canal de 20 metres d'amplada en una plataforma d'aigües poc profundes, que es creua per un pont de la carretera de connexió. Les illes estan envoltades per un escull franjant que és més ample al costat oriental de Kuria. La població de Kuria era de 1.046 habitants el 2015.

## Història

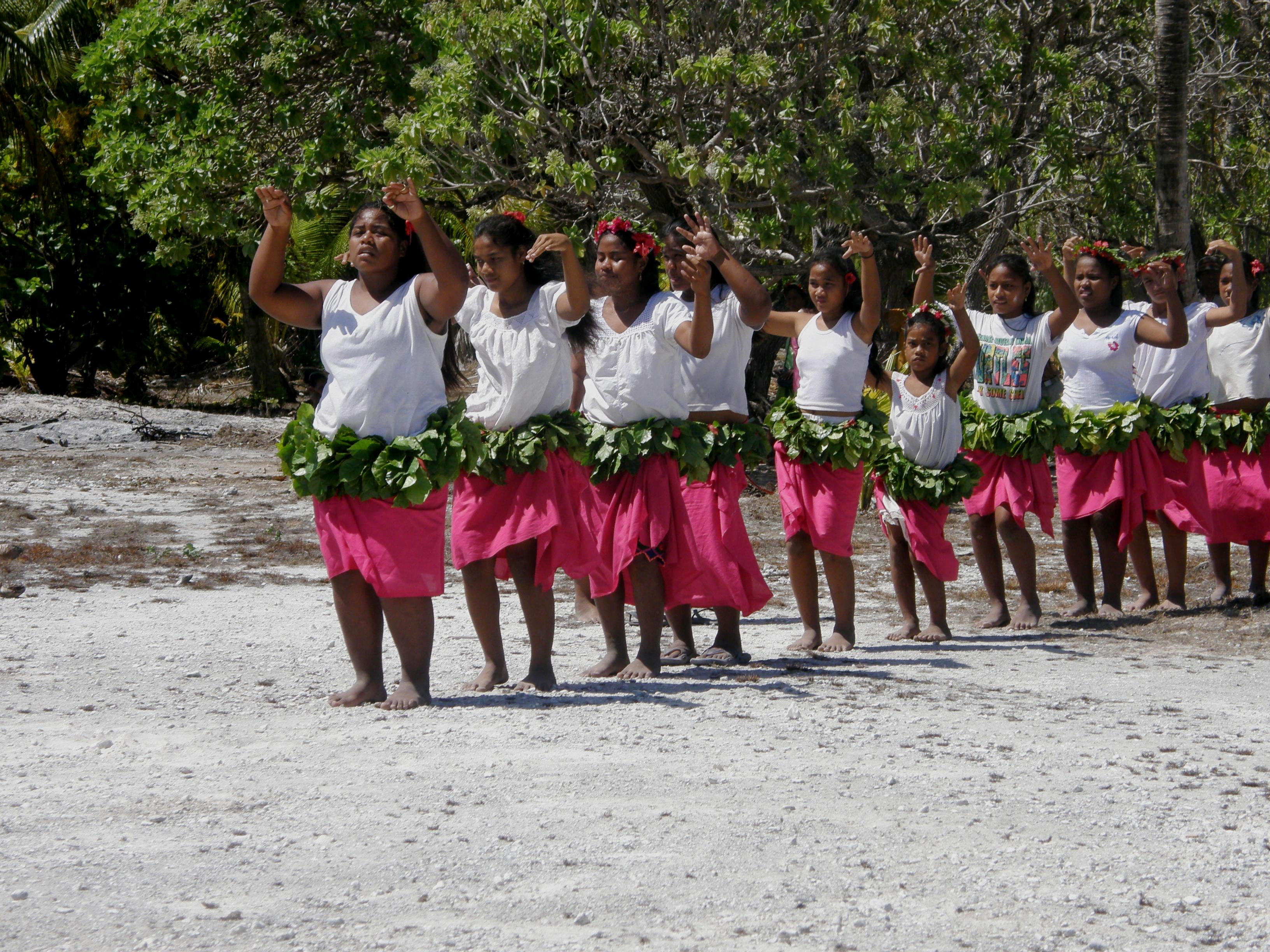
Els ballarins donen la benvinguda a visitants importants a Kuria.

Kuria significa "gairebé vist a l'horitzó". Thomas Gilbert i John Marshall, navegant als vaixells mercants Charlotte i Scarborough, van ser els primers europeus a descriure la seva visita a Kuria, el juny de 1788.
Les illes van ser inspeccionades el 1841 per l'Expedició d'exploració dels Estats Units.
A la dècada de 1840, les illes de Kuria i Aranuka van ser conquerides per Tenkoruti o Karotu, el cap suprem o l'Uea (rei) d'Abemama, quan un antic governant (Ten Temea) de Kuria i Aranuka va cedir aquestes dues illes al rei Karotu d'Abemama i va marxar cap a Maiana, un altre del grup Gilbert. El 1878, el nebot de Tenkoruti, Tembinok' o Tem Binoka, es va convertir en l'Uea. Va adquirir armes de foc i productes manufacturats dels comerciants i va comprar un vaixell. Per pagar les seves adquisicions, va reforçar el seu control sobre les 3 illes per augmentar el seu subministrament de cocos i altres productes, que venia als comerciants. Tembinok' va ser immortalitzat per la descripció que Robert Louis Stevenson en va fer al seu llibre In the South Seas. Robert Louis Stevenson va passar dos mesos a Abemama el 1889. Stevenson va descriure Tembinok' com "el gran personatge dels Gilbert... i l'últim tirà".
L'oficina de correus de Kuria va obrir al voltant de 1912.ref name = "Post Office">Premier Postal History. «Post Office List».   Premier Postal Auctions. [Consulta: 5 juliol 2013].</ref>

## Geografia
Kuria està formada per dos illots, que són illes d'esculls, ja que no tenen una llacuna. L'illot principal, Buariki, té cinc pobles: Marenaua, Bouatoa, Buariki, Tabontebike i Norauea. Aquests pobles estan connectats a l'illot més petit d'Oneeke per un pont de deu metres que substitueix l'antiga calçada que creuava l'antic pas d'esculls entre els dos illots. Els dos illots són relativament amples en comparació amb la majoria de les illes del grup Gilbert. La part més ampla mesura 4,26 km des de la llacuna fins al costat de l'oceà i la longitud de nord a sud és de 8,94 km. Hi ha dos estanys naturals d'aigua salobre a la punta est-sud de l'illot principal. La superfície total de Kuria és de 15,48 km2, fet que s'acosta a la mida mitjana d'una illa de Kiribati, però la població el 2010 era de només 980 persones, cosa que converteix Kuria en una de les illes menys densament poblades del país.
El principal centre administratiu es troba a Buariki, i l'aeroport, on també s'hi troben la seu de la policia, la casa d'hostes i l'escola secundària.

### Pobles
| Kuria: Població i densitat |                         |                                 |          |
| Municipi                   | Població (cens de 2010) | Àrea                            | Densitat |
| Oneeke                     | 154                     | 525 hectàrees (1,297 acres)     | 0.3      |
| Manenaua                   | 191                     | 1,022.7 hectàrees (2,527 acres) | 0.8      |
| Tabontebike                | 91                      | 1,022.7 hectàrees (2,527 acres) | 0.8      |
| Buariki                    | 169                     | 1,022.7 hectàrees (2,527 acres) | 0.8      |
| Norauea                    | 247                     | 1,022.7 hectàrees (2,527 acres) | 0.8      |
| Bouatoa                    | 128                     | 1,022.7 hectàrees (2,527 acres) | 0.8      |
| Total                      | 980                     | 1,547.7 hectàrees (3,824 acres) | 0.6      |

## Turisme
Air Kiribati opera dos vols per setmana des del sud de Tarawa, que connecten amb el veí aeroport d'Aranuka. També hi ha disponibles vaixells de lloguer.
El Consell de l'Illa gestiona una casa d'hostes, on els turistes són benvinguts, tot i que és recomanable estar preparat, ja que l'illa està molt aïllada.